# Skype
Skype (AFI: [skaɪp]) a fost un software gratuit, ce permitea utilizatorilor să efectueze convorbiri telefonice cu video prin Internet, utilizând tehnici din familia Voice over IP (VoIP). Apelurile spre alți utilizatori Skype erau gratuite, indiferent de orașele și țările de unde se vorbea, în vreme ce apelurile la telefoanele obișnuite analogice din rețeaua clasică (fixă) erau, de obicei, contra cost. Funcționalități adiționale gratuite: telefonie video, mesagerie instant, transfer de fișiere, conferințe telefonice și conferințe video. În februarie 2023 Skype era folosit zilnic de 36 de milioane de oameni. După multă activitate, Skype a fost închis pe data de 5 mai 2025.

## Istoric
Skype a fost inițial scris de specialiștii estonieni Ahti Heinla, Priit Kasesalu și Jaan Tallinn. Acesta din urmă este și autorul sistemului de File sharing numit Kazaa.
În 2003, suedezul Niklas Zennström și danezul Janus Friis au întemeiat compania Skype Group cu sediul la Luxemburg. Actualmente compania are filiale în Londra, Tallinn, Tartu, Stockholm, Praga și San José, California, SUA.
După inaugurarea serviceului pentru Skype, softul a cunoscut o răspândire rapidă în aproape toată lumea. În septembrie 2005 compania Skype a fost achiziționată de către compania americană eBay la prețul de 2,6 miliarde de dolari.
La 10 mai 2011, compania Microsoft Corporation a decis să achiziționeze Skype Communications, S.à r.l - compania care deținea aplicația și tehnologiile Skype - pentru prețul de 8,5 miliarde de dolari. Începând cu 31 octombrie 2011 aplicația Skype împreună cu toate tehnologiile aferente au intrat in proprietatea lui Microsoft, unde au fost integrate sub numele de Microsoft Skype Division.
Pe data de 5 mai 2025, Skype s-a închis definitiv și a fost înlocuit de Microsoft Teams.

## Platforme
- Windows (XP/Vista/7/8/8.1/10/11);
- Windows Phone;
- iOS;
- Linux (Ubuntu);
- Mac OS;
- Android
- Symbian